# بيرديخو
بلدية بيرديخو (بالإسبانية: Berdejo) هي بلدية تقع في مقاطعة سرقسطة التابعة لمنطقة أراغون شمال شرق إسبانيا.

## الديموغرافيا
بلغ عدد سكان بلدية بيرديخو 71 نسمة عام 2011 (وفقاً للمعهد الوطني الإسباني للإحصاء).
| 53 | 50 | 70 | 79 | 70 | 64 | 71 |